# Кабаева, Алина Маратовна
Али́на Мара́товна Каба́ева (тат. Әлинә Марат кызы Кабаева; род. 12 мая 1983, Ташкент) — российская спортсменка (художественная гимнастика), общественный и политический деятель, медиаменеджер. C сентября 2014 года — председатель совета директоров холдинга «Национальная Медиа Группа». С 2016 года возглавляет совет директоров ЗАО «Спорт-Экспресс».
Олимпийская чемпионка 2004 года в индивидуальном многоборье и бронзовый призёр Олимпийских игр 2000 года в индивидуальном многоборье. Двукратная абсолютная чемпионка мира (1999 и 2003). Пятикратная абсолютная чемпионка Европы (1998—2000, 2002, 2004). Шестикратная абсолютная чемпионка России (1999—2001, 2004, 2006—2007). Заслуженный мастер спорта России.
Член Высшего совета партии «Единая Россия» (2001—2005). Член Общественной палаты Российской Федерации (2005—2007). Депутат Государственной думы Федерального собрания РФ пятого (2007—2011) и шестого созывов (с 4 декабря 2011 года по 15 сентября 2014 года).
Награждена орденами Дружбы (2001), «За заслуги перед Отечеством» IV степени (2005) и югоосетинским орденом Почёта (2015), а также Почётной грамотой Президента Российской Федерации (2013).
В 2022 году из-за вторжения России на Украину Великобритания, Канада, Европейский союз, Швейцария, Австралия и США ввели против Кабаевой персональные санкции.

## Биография

### Детство
Родилась 12 мая 1983 года в городе Ташкенте Узбекской ССР в семье Марата Вазиховича Кабаева — татарина-мусульманина (профессионального футболиста, игрока ташкентского Пахтакора) и Любови Михайловны Кабаевой — русской (профессиональной баскетболистки). В конце 1991 года семья Алины Кабаевой переехала вслед за отцом из Узбекистана в Казахстан, а затем в Россию. В 1993 году представляла Казахстан на международных соревнованиях в Японии. До 1994 года выступала за Казахстан. С одиннадцати лет, после развода родителей, Алина со своей сестрой Лейсан и матерью жила в Москве.

### Спортивная карьера
Художественной гимнастикой начала заниматься в Ташкенте в 3,5 года, первые шаги делала в спортобществе «Трудовые резервы». Мать Любовь Михайловна хотела, чтобы дочь серьёзно занималась фигурным катанием или художественной гимнастикой. Сильных школ фигурного катания в Узбекистане не было, поэтому выбор пал на художественную гимнастику. Первыми тренерами Кабаевой были А. Малкина и Э. Тарасова. В Казахстане Кабаева занималась у тренера Ларисы Никитиной.

В 11-летнем возрасте, чтобы полностью развить спортивный потенциал, Кабаева с матерью переехала в Москву для тренировок у Ирины Винер. Новая наставница сразу поставила условие: похудеть (по гимнастическим меркам Кабаева была склонна к полноте). С 1995 года Кабаева тренировалась у Винер. Выступала за сборную команду России с 1996 года.

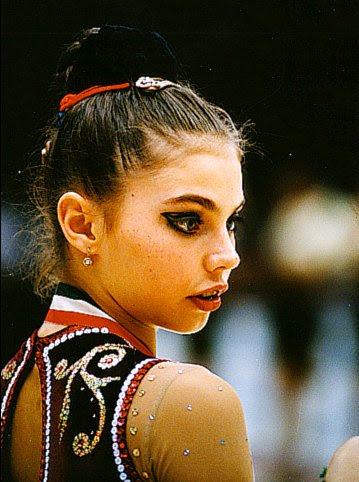
На чемпионате Европы 1999

Через два года после начала выступлений за сборную России, в возрасте 15 лет, выиграла чемпионат Европы (1998 год), впоследствии ещё четыре раза становилась абсолютной чемпионкой Европы. В 1999 году победила на чемпионате мира. Любимые упражнения — с лентой и булавами. Коронный элемент — пируэт. В миниатюре «Кармен» Жоржа Бизе Кабаева трактует свой образ как женщину, «которая играет с мужчинами».
Завершила спортивную карьеру в 2007 году.

#### Олимпиада-2000 в Сиднее

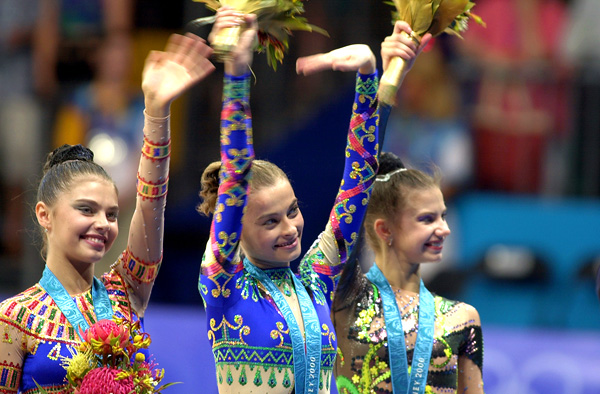
Призёры летних Олимпийских игр 2000 года в Сиднее (слева направо): Алина Кабаева, Юлия Барсукова, Юлия Раскина.

Будучи общепризнанной фавориткой и показав в финале лучшие результаты в упражнениях со скакалкой, мячом и лентой, Кабаева совершила грубую ошибку в выступлении с обручем (он выкатился за пределы ковра), показала 9-й результат из 10 финалисток и в итоге заняла третье место.

#### Допинговый скандал
В 2001 году в применении фуросемида были уличены лидеры мировой художественной гимнастики россиянки Алина Кабаева и Ирина Чащина, в результате чего обе были дисквалифицированы на два года. Спортсменки были лишены всех наград Игр доброй воли и чемпионата мира 2001 года. С августа 2001 года по август 2002 гимнастки не имели права принимать участие в каких-либо соревнованиях. Второй год дисквалификации давался условно, то есть спортсменкам разрешалось выступать на официальных турнирах, однако за ними был установлен строжайший контроль. Первые международные соревнования после запрета — Чемпионат Европы по художественной гимнастике 2002, где Кабаева заняла 1 место в индивидуальном многоборье.

#### Олимпиада-2004 в Афинах
Снова будучи фавориткой, Кабаева заняла первое место, опередив Ирину Чащину и Анну Бессонову из Украины. В финале Кабаева показала лучшие результаты в упражнениях с мячом, булавами и лентой, а в упражнении с обручем уступила только Чащиной.

#### Олимпиада-2008 в Пекине
Неоднократно озвучивались планы участия Кабаевой в Олимпиаде-2008, но этого не произошло.

### Образование
В 2007 году заочно окончила Московский государственный университет сервиса, получив квалификацию специалиста в области спортивного менеджмента.
В 2009 году заочно окончила Санкт-Петербургский государственный университет физической культуры имени П. Ф. Лесгафта.
11 октября 2018 года в Санкт-Петербурге защитила кандидатскую диссертацию по теме «Содержание спортивно-оздоровительного этапа подготовки детей дошкольного возраста в художественной гимнастике» (кандидат педагогических наук), по теме диссертации было опубликовано 9 статей и 1 программа. Защита состоялась в НГУ физической культуры, спорта и здоровья имени П. Ф. Лесгафта.

### Политическая и общественная деятельность
С декабря 2001 по октябрь 2005 года (в возрасте 18—22 лет) была членом Высшего совета партии «Единая Россия».
28 июня 2005 года подписала «Письмо в поддержку приговора бывшим руководителям НК ЮКОС».
С октября 2005 года по сентябрь 2007 года была членом Общественной палаты Российской Федерации. В рамках Комиссии Общественной палаты по вопросам развития благотворительности, милосердия и волонтёрства занималась проблемой страхования спортсменов. По сообщениям СМИ, Кабаеву вывели в сентябре 2007 года из состава Общественной палаты, так как она и Алла Пугачёва «не только не работали, но и вообще не появлялись на совещаниях».
В 2007 году стала депутатом Государственной думы РФ V созыва. Избрана по федеральному списку партии «Единая Россия», приписана к избирательному округу в Нижнекамске. Являлась заместителем председателя думского комитета по делам молодёжи.
За 7 лет работы в Госдуме (2007—2014) Кабаева три раза выступила на пленарном заседании и приняла участие в разработке пяти законопроектов. Среди них два являлись общедумскими инициативами, подписи под которыми поставила большая часть депутатов нижней палаты. Кабаева вместе с коллегами продвигала, в частности, «закон Димы Яковлева», запрещающий гражданам США усыновлять российских детей.
Под патронатом Кабаевой в экзаменационные сессии 2008 и 2009 года работала телефонная горячая линия для школьников по Единому государственному экзамену.
15 февраля 2008 года выбрана председателем Общественного совета холдинга «Национальная Медиа Группа».
Посетила столицу Южной Осетии — город Цхинвал, подвергшийся разрушениям в ходе боёв за Цхинвал во время войны в Грузии в 2008 году.
Стала главой «Благотворительного фонда Алины Кабаевой». Фонд занимается строительством спортивного комплекса в Цхинвале, организацией «Горячей линии по ЕГЭ», помощью сельским библиотекам в избирательном округе Алины Кабаевой — Нижнекамском районе Татарстана, организацией детского фестиваля художественной гимнастики.
По сообщению ряда изданий, 1 июня 2010 года Общественная палата Российской Федерации намеревалась опубликовать список депутатов-прогульщиков, регулярно отсутствующих на заседаниях Думы. Предполагалось, что в список должна была войти, в частности, и Кабаева. Однако Общественная палата в последний момент признала публикацию этого списка «бессмысленной».
В феврале 2014 года в составе группы из шести наиболее титулованных российских спортсменов Алина Кабаева приняла участие в церемонии зажжения олимпийского факела, передав огонь зимней Олимпиады в Сочи Ирине Родниной и Владиславу Третьяку, которые и зажгли этот основной символ состязаний.
В сентябре 2014 года Кабаева приняла решение завершить депутатскую деятельность в Госдуме РФ и занять пост председателя совета директоров холдинга «Национальная Медиа Группа», общественный совет которого она возглавляла в течение шести лет.
В 2021 году после скандала в соревнованиях по художественной гимнастике на Олимпиаде в Токио Кабаева направила открытое письмо главе Международной федерации гимнастики Моринари Ватанабэ с просьбой раскрыть оценки судей представительнице ОКР Дине Авериной и израильтянке Линой Ашрам.
В апреле 2022 года с сайта Национальной медиа группы исчезли упоминания о Кабаевой. Находившийся в заключении оппозиционный политик Алексей Навальный ранее в связи с российским вторжением на Украину призвал Запад ввести санкции против российских государственных СМИ и их руководства, в том числе против Кабаевой.

### Кино и телевидение
Во время дисквалификации Кабаева вела еженедельную передачу «Империя спорта» на телеканале «7 ТВ» и снялась в японском художественном фильме «Красная тень». Снялась в клипе к песне группы «Игра Слов» «Алина Кабаева».
Принимала участие в телеигре «Форт Боярд», где участвовала в заплыве в Бискайском заливе и проползла по нескольким вращающимся цилиндрам за рекордно короткое время, а также в съёмках реалити-шоу «Гарем» в Кении для канала СТС.
В июле 2008 года начались съёмки еженедельной авторской программы Кабаевой о жизни и карьере успешных людей — «Шаги к успеху» на канале РЕН ТВ, трансляция которой шла на этом канале с осени 2008 по январь 2010 года, а позднее перешла на «Пятый канал», где была закрыта в 2011 году.
Сюжет, посвящённый Кабаевой и её пути к золотой медали в Афинах, стал частью фильма «Наши победы», восьмого тома документального цикла передач «Собрание олимпийских сочинений», вышедшего на экраны на канале «Спорт» в 2008 году.
С июля по август 2012 года недолгое время являлась ведущей программы «Путь к Олимпу» на телеканале «РЕН ТВ».

## Семья и личная жизнь

### Семья
Отец — футболист, футбольный тренер, мастер спорта СССР — Марат Вазихович Кабаев (род. 1961), татарин, мусульманин, жил в Ташкенте, в 2011 году переехал в Казань. Играл за футбольную команду «Пахтакор» в 1980—1986 годах, чемпион Казахстана 1993 года в составе «Трактора» Павлодар. После завершения футбольной карьеры стал работать тренером.
Мать — Любовь Михайловна Кабаева, русская, крещёная, живёт в Москве. Играла в сборной Узбекистана по баскетболу. В феврале 2023 года Великобритания ввела против неё санкции в связи с вторжением России на Украину, отмечая, что семья Кабаевой владеет недвижимостью в России на миллионы фунтов стерлингов.
Младшая сестра — Лейсан Маратовна Кабаева (род. 1987) — занимается бизнесом, владеет агентством недвижимости, занималась спортом, сначала фехтованием, потом художественной гимнастикой, но спорт ей был не по душе. По профессии менеджер гостиничного бизнеса.
Троюродная сестра — Лейсан Маратовна Кабаева (род. 1979) работала судьёй в Альметьевском городском суде в Татарстане (2016—2021).
Дедушка — Вазых Кабаев был председателем республиканской федерации Узбекской ССР по национальной борьбе куреш, он любил художественную гимнастику и помог открыть секцию в школе, где училась Алина.
Дед Алины воевал на Ленинградском фронте, перевозил грузы по дороге жизни.
Бабушка — Анна Яковлевна Зацепилина (род. 1935).

### Личная жизнь
В течение четырёх лет, с 2002 по 2006 год, Кабаеву связывал роман с капитаном милиции Давидом Муселиани (1969 года рождения), в то время заместителем начальника по работе с личным составом ОВД «Пресненское» города Москвы. В прессе Муселиани уже называли женихом Кабаевой. Об этих отношениях и о подготовке к свадьбе Кабаева, в частности, подробно рассказала в интервью журналу «Семь дней», опубликованном в № 41 за 4—11 октября 2004 года под заголовком: Алина Кабаева: «Я скрывала свою любовь два года». К началу 2006 года пара рассталась; как уточнила Кабаева, «это было обоюдное решение», и они с Муселиани остались друзьями. В июле 2013 года в интервью журналу «Большой спорт» Кабаева заявила, что у неё нет детей.
По информации газеты «Нойе Цюрихер Цайтунг», в марте 2015 года в VIP-клинике Святой Анны (Соренго, кантон Тичино, Швейцария) Кабаева родила ребёнка. Пресса особо отметила, что опровержения со стороны Кабаевой не последовало. 19 мая 2015 года Кабаева впервые после этой истории появилась на публике, приняв вместе с Иосифом Кобзоном участие в седьмом фестивале художественной гимнастики «Алина».
Ранее Кабаева исповедовала ислам, но проявляла интерес к христианству и искренне выражала желание принять крещение. Перед Олимпиадой-2004 Алина крестилась.
В августе 2021 года появилась на публике с обручальным кольцом.

### Сведения об отношениях с Путиным

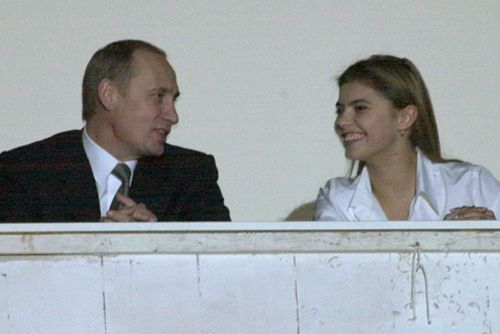
Путин и Кабаева во время шоу после соревнований на Кубок России и Чемпионата России по художественной гимнастике, 1 декабря 2001 года

12 апреля 2008 в издании «Московский корреспондент» вышла статья о предстоящей свадьбе Кабаевой с Владимиром Путиным. Эту новость перепечатали издания Der Spiegel, Stern, Die Welt, Die Presse. Пресс-секретарь Кабаевой Е. Овчинникова сообщила, что Кабаева комментировать данную новость не будет, и потребовала у газеты напечатать опровержение. 18 апреля на Сардинии Путин на пресс-конференции в ответ на вопрос о публикации в «Московском корреспонденте» сказал, что в этой истории «нет ни одного слова правды». Через 10 дней после выхода статьи начавшее выходить в сентябре 2007 года издание было закрыто из-за финансового кризиса.
В изданиях New York Post и Paris Match в 2013 году была опубликована информация о связи между Кабаевой и Путиным. Во французском еженедельнике статья была озаглавлена «Алина Кабаева — вторая леди России?». В качестве документального доказательства факта того, что Кабаева и Путин являются близкими друзьями, Борис Немцов представил в Замоскворецкий суд Москвы 31 января 2011 года в ходе рассмотрения иска бизнесмена Геннадия Тимченко маршрутный лист выполненного 19 мая 2008 года рейса частного самолёта Dassault Falcon 20, принадлежавшего товарищу Путина, бизнесмену Геннадию Тимченко, который предположительно доставил в Сочи (где находился Путин) Кабаеву и ещё нескольких друзей Путина. Суд отказал в приобщении листа к делу.
Сама Кабаева публично не комментировала эти события; РБК обратил внимание, что в 2013 году в интервью Алексею Немову в издании «Большой спорт» Кабаева отказалась обсуждать свою личную жизнь.
В апреле 2022 года газета «The Wall Street Journal» со ссылкой на источники среди официальных лиц писала, что власти США не вводят санкции в отношении Кабаевой в связи с российским вторжением на Украину из-за опасения «дальнейшей эскалации напряжённости в отношениях между Россией и США». Власти США считают Кабаеву матерью как минимум троих детей Путина (первый родился в Швейцарии в 2015 году, двое других — в 2019 году в Москве, написавшая о рождении близнецов газета «Московский комсомолец» удалила заметку). Бывшая гимнастка «подозревается в причастности к сокрытию личного состояния Путина за границей и остаётся потенциальной целью санкций».
В августе 2022 года США обосновали санкции против Кабаевой тем, что она, среди прочего, «имеет близкие отношения с Путиным».
По данным неназванного источника швейцарской газеты Tages-Anzeiger, а также согласно расследованию издания «Проект», у Кабаевой есть двое сыновей от Путина. Первый родился в 2015 году в клинике Sant'Anna в Швейцарии, второй (или двойня) — в Москве в 2019 году.

### Светская жизнь
В 2006 году Кабаева стала лауреатом общенациональной премии «Женщина года „Glamour“» по результатам голосования читательниц журнала, а также признана самой сексуальной в России среди 10 лауреатов премии «Top 10 Sexy» в категории «спорт». Снималась обнажённой в журнале Maxim, а также в проекте Екатерины Рождественской «Календарь». В 2010 году стала одной из не-моделей (наряду с Аллой Пугачёвой, Анной Курниковой, Ренатой Литвиновой и Ингеборгой Дапкунайте), фотографию которых российский журнал Vogue поместил на обложку.
Кабаевой посвящены песня группы «Игра слов» под названием «Алина Кабаева», песни Мурата Насырова «Не плачь, моя Алина!» и Максима Бузникина «Алина — судьбы моей половина», которую футболист написал, по его словам, по велению сердца.
Кабаева — одна из героинь спектакля «БерлусПутин», поставленного в московском театре Театр.doc режиссёром Варварой Фаер по пьесе итальянского драматурга, нобелевского лауреата Дарио Фо «Двуглавая аномалия» (L’anomalo bicefalo).

### Сведения о доходах и собственности
По мнению ряда изданий, Кабаева стала обладательницей самых высоких доходов за 2009 год среди «звёздных депутатов» и среди депутатов-спортсменов: 12,9 млн рублей согласно справке о доходах.
Согласно официальным данным, доход Кабаевой за 2011 год составил 11,5 млн рублей. Кабаева владеет земельным участком площадью 7200 м², тремя квартирами, автомобилями Mercedes-Benz и Porsche Cayenne.
Согласно сведениям издания «The Insider», доход Кабаевой за 2018 год от работы в НМГ составил 785 миллионов рублей, что во много раз превышает зарплаты топ-менеджеров на аналогичных позициях.
В 2019 году «Открытые медиа» оценили стоимость недвижимости, оформленной на Кабаеву и её родных, в 1,25 млрд рублей (шесть квартир, два дома и 70 соток земли в четырёх регионах).
В 2020 году газета «Собеседник» со ссылкой на данные Росреестра и издание «Русская пресса» сообщила о наличии у матери Алины Кабаевой квартиры в Москве за 600 млн руб. Кроме того, её бабушка Анна Зацепилина и Лейсан Кабаева (сестра спортсменки) купили в Москве и Санкт-Петербурге четыре квартиры, примерная стоимость которых — около 740 миллионов рублей. Квартиры были приобретены у людей из близкого круга президента Путина: друг детства Петра Колбина, Геннадия Тимченко и Григория Баевского (партнёр Аркадия Ротенберга, известен как «риелтор друзей Путина»).
В октябре 2022 года дом в Швейцарии, фигурировавший в материале The Wall Street-Journal и которым, предположительно, пользовалась Алина Кабаева, был выставлен на продажу за 75 миллионов швейцарских франков (примерно $75,5 млн).
Согласно данным Росреестра от 2022 года, Кабаева с бабушкой, матерью и сестрой владеют в общей сложности 10 квартирами в Москве и Петербурге, а также участками и коттеджами в Московской области и в Сочи с общей рыночной стоимостью 2,5 млрд руб.
В феврале 2023 года журналисты издания «Проект» оценили стоимость недвижимости Кабаевой в 120 млн долл. Согласно расследованию, в неё среди прочего входит купленная номиналом Владимира Путина «самая большая квартира России» площадью 2600 квадратных метров в Сочи.

## Санкции
В 2022 году, после начала вторжения России на Украину, ряд стран ввёл персональные санкции против Кабаевой.
13 мая МИД Великобритании внёс Кабаеву в санкционный список в связи с вторжением России на Украину как члена ближайшего окружения Владимира Путина. Одновременно санкции введены и против её бабушки — Анны Зацепилиной, которую называют бизнес-партнёром друга Путина Геннадия Тимченко.
27 мая против Кабаевой ввела санкции Канада. В документе сказано, что «лица, попавшие под санкции 27 мая, близко связаны с руководством российского режима, включая высших должностных лиц российских финансовых учреждений и членов их семей, которые подверглись санкциям за соучастие в не имеющем оправдания вторжении России в Украину». Санкции запрещают лицам в Канаде и канадцам за пределами Канады заниматься какой-либо деятельностью, связанной с любой собственностью лиц из санкционного списка, предоставлять им финансовые услуги и т. д.
3 июня санкции против Кабаевой ввёл Европейский союз. В документе сказано: «Кабаева является председателем совета директоров Национальной медиагруппы (НМГ), холдинга, которому принадлежат крупные доли практически во всех значимых российских федеральных СМИ, воспроизводящих пропаганду российского правительства. Она тесно связана с президентом России Владимиром Путиным. Поэтому она несёт ответственность за поддержку действий и политики, которые подрывают территориальную целостность, суверенитет и независимость Украины».
10 июня Швейцария присоединилась к санкциям ЕС против Кабаевой.
28 июня Австралия внесла в персональный санкционный список Алину Кабаеву. Ограничения предусматривают заморозку активов, попавшим в перечень лицам запрещён въезд в страну.
2 августа санкции против Кабаевой ввели США. В санкционном списке Кабаева ассоциирована со Швейцарией и Россией.
28 сентября санкции против Кабаевой ввела Новая Зеландия.
7 октября 2022 года попала под санкции Японии «в ответ на псевдореферендумы на оккупированных украинских территориях».

## Оценки
В рейтинге «100 самых влиятельных женщин России» журнала «Огонёк», опубликованном в марте 2014 года, заняла 8-е место.